# Magnolia sharpii
Magnolia sharpii (лат.) — дерево, вид секции Magnolia рода Магнолия (Magnolia) семейства Магнолиевые (Magnoliaceae). Эндемик мексиканского штата Чьяпас. 

## Этимология
Видовой эпитет sharpii — в честь Аарона Джона Шарпа (1904—1997), профессионально известному как «Jack Sharp», американскому ботанику и бриологу, считавшемуся экспертом по мхам.

## Описание
Magnolia sharpii — дерево крупного размера, достигающее 25 м в высоту со стволом более 50 см в диаметре.

## Ареал и местообитание
Магнолия M. sharpii — эндемик Центрального нагорья штата Чьяпас, где встречается в отдельных местах на высоте от 1950 до 2940 м над уровнем моря. Предполагаемая площадь распространения вида (EOO) составляет 2228 км². Произрастает на крутых склонах или в оврагах в туманных лесах и влажных дубовых и сосново-дубовых лесах. Предпочитает зрелые леса с сомкнутым пологом, в которых преобладают дубы, поддерживающие прохладную и влажную среду подлеска. Растение теневыносливо, но не переносит длительной засухи.

## Ископаемая история
Данные об ископаемых свидетельствуют о том, что этот вид был широко распространён в Северной Америке в миоцене, и его ископаемые остатки широко распространены в Канаде, США, Мексике и Центральной Америке. За 25 млн лет ареал сократился, и в настоящее время вид ограничен разрозненным ареалом на небольшой территории Мексики.

## Охранный статус
Вид M. sharpii имеет небольшую, разрозненную популяцию и находится под угрозой исчезновения из-за интенсивной вырубки лесов на большей части ареала. Он предпочитает нетронутые леса, которые становятся всё более редкими по всему ареалу. Вид оценивается как находящийся под угрозой исчезновения.